# Carolin Hennecke
Carolin Hennecke (ur. 4 lutego 1986 w Stombruch) – niemiecka biathlonistka, trzykrotna mistrzyni świata juniorów w biathlonie, mistrzyni Europy w biathlonie. Reprezentantka Niemiec w zawodach Pucharu IBU.

## Osiągnięcia

### Mistrzostwa świata juniorów
| 2006 Presque Isle (USA) | 3. miejsce (IN), 1. miejsce (SP), 4. miejsce (PU), 1. miejsce (RL)  |
| 2007 Martello (Włochy)  | 2. miejsce (IN), 17. miejsce (SP), 9. miejsce (PU), 1. miejsce (RL) |

### Mistrzostwa Europy
| 2006 Langdorf-Arberse (Niemcy) | 22. miejsce (IN), 11. miejsce (SP), 5. miejsce (PU), 1. miejsce (RL)  |
| 2009 Ufa (Rosja)               | 25. miejsce (IN), 17. miejsce (SP), 19. miejsce (PU), 3. miejsce (RL) |
| 2010 Otepää (Estonia)          | 8. miejsce (IN), 14. miejsce (SP), 14. miejsce (PU)                   |

### Puchar Świata

#### Miejsca w klasyfikacji generalnej
| Sezon     | Miejsce |
| --------- | ------- |
| 2011/2012 | 66.     |